# Ján Marták
Ján Marták (10. srpna 1903 Dolné Srnie – 24. října 1982 Bratislava) byl slovenský a československý literární historik, kritik, publicista, překladatel, organizátor divadelních spolků, teatrolog a politik Komunistické strany Slovenska, poslanec Slovenské národní rady a Sněmovny národů Federálního shromáždění na přelomu 60. a 70. let. Dlouholetý funkcionář Matice slovenské.

## Biografie
Narodil se do chudé rodiny. V letech 1909–1915 navštěvoval evangelickou školu v rodné obci a měl pak jít do učení na řemeslníka. V roce 1917 ovšem nastoupil do maďarskojazyčné reálné školy v Novém Mestě nad Váhom. Po vzniku ČSR následujícího roku tato škola byla zrušena a v letech 1918–1921 proto studoval na československém reálném gymnáziu v Trenčíně a v letech 1921–1925 středoškolská studia završil na reformním reálném gymnáziu v Novém Mestě nad Váhom. Zde získal důkladné jazykové vzdělání a průpravu z humanistických oborů. Už koncem gymnazijních studií se angažoval v literárních studentských kroužcích a uveřejnil svá první díla. Stal se rovněž členem místního odboru Matice slovenské.
V letech 1925–1931 studoval filozofii, slovenštinu a francouzštinu na Filozofické fakultě Univerzity Komenského v Bratislavě. V dizertační práci se zabýval osobností básníka Jána Botta. Jeho manželkou byla Mária Rázusová, dcera slovenského politika Martina Rázuse. V letech 1933–1959 (s přestávkou v letech 1944–1945) pracoval v centrále Matice slovenské v Turčianském Svätém Martinu, nejprve jako referent literárně-historického a pedagogického odboru, později i jako referent a zástupce tajemníka pro personální a administrativní záležitosti. Redigoval knižní edice Matice slovenské jako Čítanie študujúcej mládeže, Čítanie pre meštianske školy, Prekladová a Pokroková knižnica, Pedagogický zborník, Spisy Pedagogického odboru Matice slovenskej, Spisy Martina Rázusa a časopisy Slniečko a Slovensko. Připravil vydání výboru z díla Jozefa Škultétyho, Jaroslava Vlčka a Janka Jesenského. Kromě toho sám publikoval studie a články na kulturní témata. V roce 1938 vydal knihu Útok na spisovnú slovenčinu 1847–1848 a jeho cieľ.
V práci na vedoucích postech v Matici slovenské pokračoval i za Slovenského státu. Jako člen místopředseda její správní rady vstoupil do HSĽS. V roce 1944 se ovšem zapojil do Slovenského národního povstání, po porážce povstání ustoupil do hor a přešel do osvobozených Košic, kde pracoval pro pověřenectví školství. V dubnu 1945 převzal z pověření Slovenské národní rady správu Matice slovenské a v srpnu 1945 byl zvolen řádným správcem této instituce. Na tomto postu setrval až do roku 1959, zároveň působil jako předseda Slovenské národní knihovny v Martině. Angažoval se i v dalších organizacích. V letech 1946–1949 byl členem československého Slovanského výboru a v téže době i členem Československého výboru obránců míru. Během únorového převratu v roce 1948 byl členem Akčního výboru Národní fronty v Matici slovenské, který přebíral moc do rukou komunistického režimu. Působil pak v Matici v době, kdy její postavení bylo kvůli centralistickým tendencím československé vlády omezeno na ryze knihovnické a ediční počiny. V roce 1959 byl donucen odejít z Matice pro obvinění z buržoazního nacionalismu. Roku 1961 přesídlil do Bratislavy. Pracoval pak v Ústavu slovenské literatury při Slovenské akademii věd coby vedoucí divadelního odboru, později odboru starší slovenské literatury.
Během 60. let se postupně vracel do veřejných funkcí. V letech 1960-1961 byl šéfredaktorem listu Slovenské divadlo, roku 1961 byl jmenován předsedou Státní zkušební komise na Vysoké škole múzických umění v Bratislavě. Po smrti manželky se oženil s Lýdií Manicovou. V roce 1964 získal pamětní medaili k výročí SNP, roku 1968 získal Řád práce. Za pražského jara roku 1968 byl opět jmenován správcem Matice slovenské, kterou se snažil znovu proměnit na kulturní a politickou organizaci celonárodního významu. Tyto plány byly po nástupu normalizace ovšem utlumeny. Na postu správce Matice setrval do března 1972, pak odešel do penze.
Po provedení federalizace Československa usedl v lednu 1969 do Sněmovny národů Federálního shromáždění. Do federálního parlamentu ho nominovala Slovenská národní rada. Ve FS setrval do konce funkčního období, tedy do voleb roku 1971.